# ديدييه بورترا
ديدييه بورترا هو سياسي فرنسي، ولد في 30 أغسطس 1937 في نانت في فرنسا. نشط حزبياً في الاتحاد من أجل الديمقراطية الفرنسية. وقد انتخب عضو مجلس الشيوخ الفرنسي ‏ وانتخب عضو مجلس جهوي ‏ وانتخب رئيس بلدية ‏.